# Peter Boyer

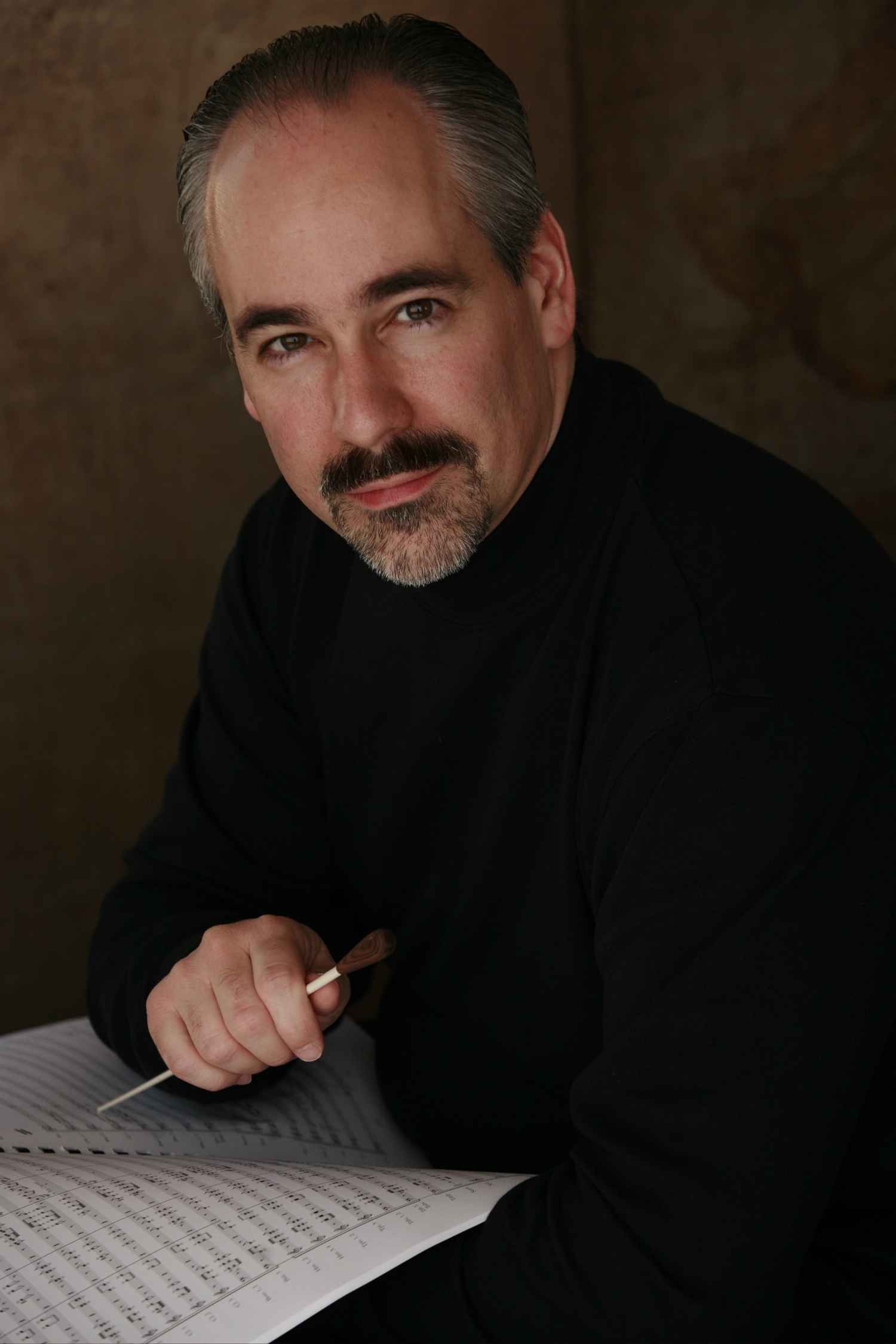

Peter Boyer (* 10. Februar 1970 in Providence/Rhode Island) ist ein US-amerikanischer Komponist, Musikpädagoge und Dirigent.

## Leben und Wirken
Boyer begann bereits im Alter von 15 Jahren zu komponieren; sein erstes größeres Werk war ein Requiem im Gedenken an seine Großmutter. Er erhielt den Grad eines Bachelor am Rhode Island College und den Master of Music und Doctor of Musical Arts an der Hartt School der University of Hartford. Schon 1990 nahm ihn die Zeitschrift USA Today in das All-USA College Academic Team auf, in dem sie die ihrer Auffassung nach 20 besten Collegestudenten des Landes versammelte. An der Hartt School war er 2002 Alumnus of the Year, das Rhode Island College verlieh ihm 2004 einen Ehrendoktortitel. Er setzte dann seine Ausbildung privat bei John Corigliano in New York fort und studierte Filmmusik an der USC School of Music in Los Angeles u. a. bei Elmer Bernstein. Seit 1996 unterrichtet er an der Claremont Graduate University, wo er eine Professur an dem Helen M. Smith Chair in Music innehat.
Die Kompositionen Boyers wurden weit mehr als fünfhundert Mal u. a. von den Sinfonieorchestern der Städte Dallas, Nashville, Pacific, Phoenix, Buffalo, Fort Worth, Brooklyn, Kansas City, Virginia, Hartford, Toledo, Richmond, Grand Rapids, Elgin, Rhode Island, Portland, Winston-Salem, Fresno, Santa Barbara, Sarasota, Kalamazoo, Fort Wayne, Greenville, Bamberg, Chemnitz und Belgrad, von der New York Youth Symphony und dem Young Musicians Foundation Debut Orchestra aufgeführt. Als Composer in Residence des Fort Worth Symphony Orchestra leitete er 2010–11 u. a. zehn Aufführungen eigener Werke. In gleicher Funktion dirigierte er die Pasadena Symphony bei der Uraufführung seiner Ersten Sinfonie.
Als herausragendes und bislang erfolgreichstes Werk Boyers gilt Ellis Island: The Dream of America. Es wurde 2002 uraufgeführt und erlebte seither mehr als 200 Aufführungen in den USA. Seine Aufnahme von 2005 beim Label Naxos wurde für einen Grammy als Best Classical Contemporary Composition nominiert, eine Aufführung mit der Pacific Symphony wurde in der Reihe Great Performances des Senders PBS übertragen. Zum 125. Jahrestag des Bestehens des Boston Pops Orchestra 2010 beauftragte ihn der Dirigent Keith Lockhart mit einem Werk zum Gedenken an die Brüder John F., Robert und Ted Kennedy. The Dream Lives On: A Portrait of the Kennedy Brothers wurde im Mai 2010 in Anwesenheit von Mitgliedern der Kennedyfamilie mit den Schauspielern Robert De Niro, Morgan Freeman, Ed Harris und Cherry Jones als Sprecher uraufgeführt. Zwischen 2015 und 2017 wurden die Spielsaisons an der Hollywood Bowl jeweils mit seiner Silver Fanfare eröffnet.
Daneben ist Boyer auch als Filmmusikkomponist aktiv. Er instrumentierte u. a. Musik von James Newton Howard (The Hunger Games: Mockingjay – Part 2, Fantastic Beasts and Where to Find Them, Red Sparrow), Thomas Newman (Skyfall, Finding Dory), Michael Giacchino (Up, Star Trek, Jurassic World, Inside Out, Cars 2, Mission: Impossible III), James Horner (The Amazing Spider-Man), Alan Menken (Mirror Mirror), Mark Isham (Dolphin Tale, The Conspirator) und Aaron Zigman (Wakefield) und arrangierte zweimal Musik für die Grammy-Verleihung. Eigene Kompositionen Boyers sind in Dokumentar- und Kurzfilmen u. a. bei History und anderen Fernsehkanälen zu hören.

## Werke
- Balance of Power für Orchester (2019)
- Fanfare, Hymn and Finale für Conert Band (2018)
- In the Cause of the Free für Trompete und Orchester (2017)
- Curtain Raiser für Concert Band (2016–17)
- Rolling River (Sketches on “Shenandoah”) für Orchester (2014)
- Symphony No. 1 für Orchester (2012–13)
- Festivities für Orchester (2011)
- The Dream Lives On: A Portrait of the Kennedy Brothers für Erzähler und Orchester (2010)
- American Rhapsody für Klavier und Orchester (2007–08)
- Dreaming a World für Erzähler, Kinderchor, gemischten Chor und Orchester (2006–07)
- And the night shall be filled with music für gemischten Chor und Orchester (2005)
- Silver Fanfare für Orchester (2004)
- On Music’s Wings für Sopran, Bariton, Kinderchor, gemischten Chor und Orchester (2003–04)
- Ellis Island: The Dream of America für Schauspieler und Orchester (2001–02)
- Ghosts of Troy für Orchester (2000)
- New Beginnings für Orchester (2000)
- Three Olympians für Streichorchester (2000)
- The Phoenix für Orchester (1997)
- Celebration Overture für Orchester (1997, 2001)
- Titanic für Orchester (1995)
- perchance to dream… für Sopran und Kammerorchester (1994–95)
- I Can Recall für Sopran und Klavier (1990, 1999)